# Tiphia godavariae
Tiphia godavariae (лат.) — вид ос рода Tiphia из семейства Tiphiidae (Hymenoptera). Индия, Непал. Назван по типовому местонахождению (Godavari, Katmandu, Непал).

## Описание
Жалящие перепончатокрылые. Длина тела 13,5—15,3 мм. Мандибула без преапикального бугорка; нижняя сторона и наличник с длинными волосками; наличник крупнопунктированный, срединное расширение выемчатое; дорсальная сторона пронотума с полным поперечным килем; латеральный край дорсальной стороны проподеума с пучком продольно расположенных волосков; метанотум с крупными, слитными точками; мезоплевроном с крупными точками вперемешку с мелкими; переднее крыло с маргинальной ячейкой, значительно длиннее второй кубитальной ячейки в апикальном расширении; метасома с белыми волосками. Личинки предположительно, как и близкие виды, паразитируют на пластинчатоусых жуках (Scarabaeidae, Rutelidae, Cetoniinae). Вид был впервые описан в 1975 году американским энтомологом Гарри Виллисом Алленом (1892—1981), а его валидный статус подтверждён в 2022 году.